# Guidobaldo Thun
Guidobaldo Thun (in tedesco Guidobald von Thun und Hohenstein) (Castelfondo, 16 dicembre 1616 – Ratisbona, 1º giugno 1668) è stato un cardinale e arcivescovo cattolico austriaco.

## Biografia
Guidobaldo Thun nacque il 16 dicembre 1616 nel castello di Castelfondo e venne battezzato il 19 dicembre di quello stesso anno nella chiesa parrocchiale di San Nicolò. Era membro di una nobile famiglia con origini trentine ed era figlio del conte Giovanni Sigismondo Thun-Hohenstein, governatore della Boemia, e della contessa Barbara Thun-Hohenstein di Castel Caldes.
Avviato alla carriera ecclesiastica, studiò a Roma presso il Collegium Germanicum.
Nominato canonico della cattedrale di Salisburgo nel 1633, viaggiò in Francia, Spagna e Inghilterra. Successivamente venne accolto come decano nella cattedrale salisburghese nel 1644 e successivamente divenne presidente del capitolo dei canonici e vicario generale dell'arcivescovo.
Prese gli ordini sacri solo il 22 gennaio 1645.
Eletto arcivescovo di Salisburgo il 3 febbraio 1654 dal capitolo, venne preconizzato il 4 marzo di quello stesso anno ricevendo nel contempo il titolo di Primas Germaniae. Nominato commissario imperiale alla dieta di Ratisbona del 1662, venne eletto proprio alla sede arcivescovile di Ratisbona dal 7 marzo 1666, con il diritto ad ogni modo di mantenere l'arcidiocesi di Salisburgo.
Creato cardinale presbitero nel concistoro del 7 marzo 1667, non si recò mai a Roma a ricevere la porpora cardinalizia e non ricevette mai un titolo cardinalizio. Non prese parte al conclave del 1667 che elesse papa Clemente IX.
Morì a Ratisbona il 1º giugno 1668 a causa di un'infezione del sangue causatagli da un piccolo taglio. Venne quindi sepolto di fronte all'altare della cappella di San Francesco nella cattedrale di Salisburgo. La notizia della sua morte raggiunse Roma il 9 giugno 1668.

## Genealogia episcopale e successione apostolica
La genealogia episcopale è:
- Cardinale Scipione Rebiba
- Cardinale Giulio Antonio Santori
- Cardinale Girolamo Bernerio, O.P.
- Arcivescovo Galeazzo Sanvitale
- Cardinale Ludovico Ludovisi
- Cardinale Marco Antonio Gozzadini
- Cardinale Ernesto Adalberto d'Harrach
- Cardinale Guidobaldo Thun-Hohenstein

La successione apostolica è:
- Cardinale Maximilian Gandolph von Künburg (1655)
- Vescovo Franz Weinhart (1663)
- Vescovo Adam Lorenz von Törring-Stein (1664)
- Vescovo Wenzeslaus von Thun (1664)